# Chiropodomys calamianensis
Chiropodomys calamianensis là một loài động vật có vú trong họ Chuột, bộ Gặm nhấm. Loài này được Taylor mô tả năm 1934.